# Cratere Salmoneus
Salmoneus è un cratere sulla superficie di Teti.